# Cheyenne Goh
Pour les articles homonymes, voir Goh.
Cheyenne Goh est une patineuse de vitesse sur piste courte singapourienne.

## Biographie
Née à Singapour, Cheyenne Goh habite au Canada depuis l'âge de quatre ans.
En 2010, Cheyenne Goh regarde les Jeux olympiques de Vancouver. Jusque-là hockeyeuse, elle passe au patinage de vitesse sur piste courte en 2012. Elle habite à Edmonton, au Canada.

## Carrière
Début 2017, Cheyenne Goh est la première femme singapourienne à se qualifier aux Championnats du monde de patinage de vitesse, où elle arrive 46e.
Elle est la première sportive Singapourienne à se qualifier aux Jeux olympiques d'hiver, se qualifiant au 1 500 mètres pour les épreuves de patinage de vitesse sur piste courte aux Jeux olympiques de 2018. Elle se place en 20e position de la distance à la troisième manche de la Coupe du monde de patinage de vitesse sur piste courte 2017-2018, à Shanghai en novembre 2017. Pour se préparer aux Jeux olympiques, elle choisit d'interrompre ses études pendant un an. Elle est porte-drapeau et seule membre de la délégation singapourienne.

## Prix et récompenses
Elle est nommée aux côtés de 4 autres sportifs pour le prix d'athlète de l'année du Straits Times.